# Magnetic Ride
El Magnetic Ride es un sistema de amortiguación basado en el efecto magnetoreológico, en el que se utiliza un tipo de amortiguador lleno de un fluido cuya viscosidad está controlada por un campo magnético, generalmente mediante un electroimán. Esto permite que las características de amortiguación sean controladas continuamente variando la potencia del electroimán. Los amortiguadores de este tipo tienen varias aplicaciones, sobre todo en la suspensión semiactiva de los automóviles (que puede adaptarse a las condiciones de la carretera, ajustándose automáticamente a través de sensores situados en el propio vehículo), y, en prótesis. 

## Vehículos
Este tipo de amortiguación está disponible en distintos modelos de automóvil de alta gama, incluyendo el Acura MDX, Audi TT y R8, BMW con EDC, Lucerna Buick, Cadillac DTS, Cadillac XLR, Cadillac SRX, Cadillac CTS, Chevrolet Corvette, Mercedes clase B180, Ford Mustang Bullitt, Ferrari 599 GTB, y el HSV Holden Commodore. Estos sistemas son producidos por Delphi Corporation bajo la denominación MagneRide. 
MillenWorks también lo ha instalado en varios vehículos militares, incluyendo el MillenWorks Light Utility Vehicle, y en modificaciones para el Ejército de los EE. UU. del Stryker y del HMMWV para ser probados por la TARDEC (U.S. Army Tank Automotive Research Development and Engineering Center).